# Peter Hollens

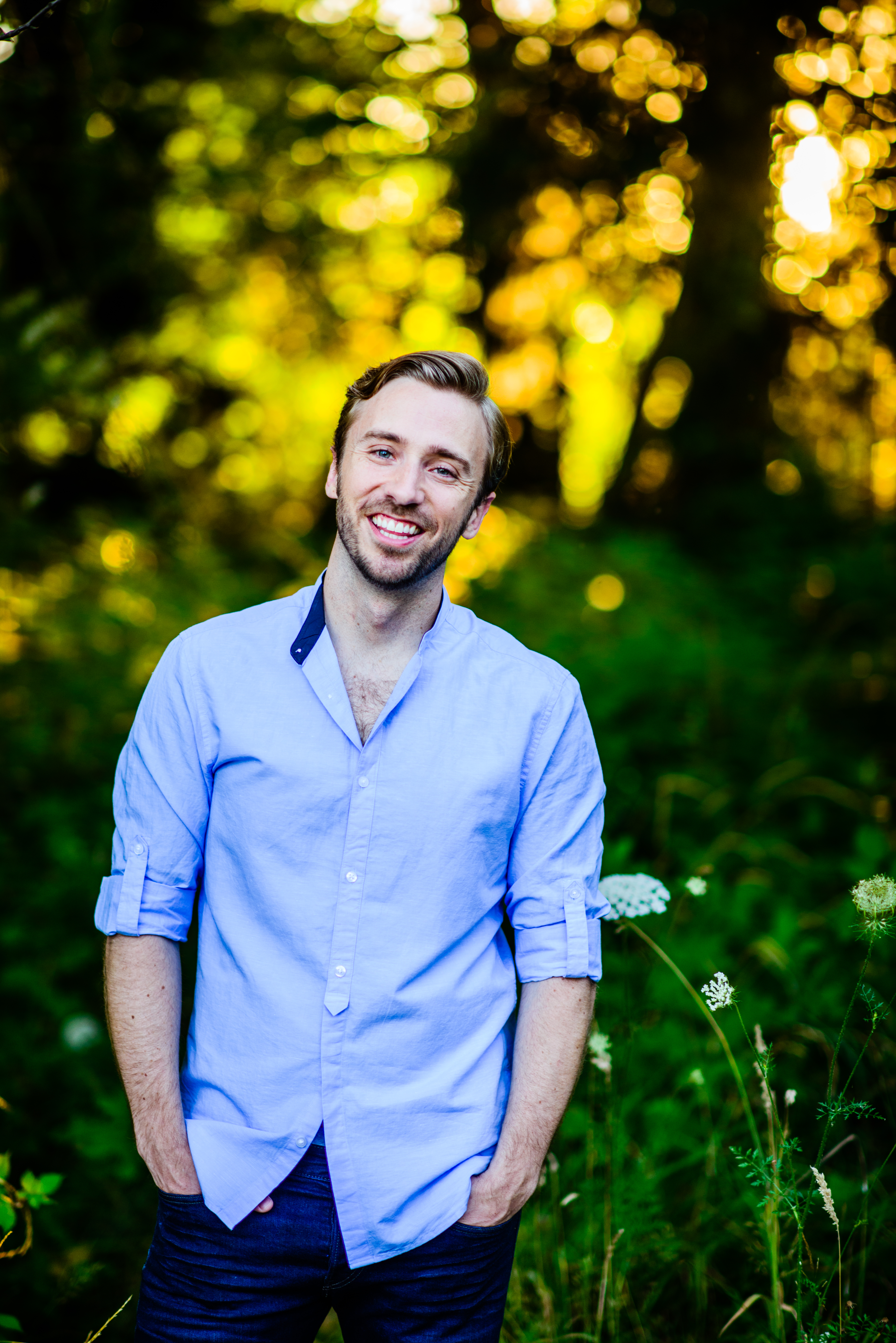
Peter Hollens (2014)

Peter Hollens (* 4. März 1980) ist ein amerikanischer Pop-Sänger, Komponist und Produzent aus Eugene, Oregon. Er beschäftigt sich seit 1999 mit der Musikrichtung a cappella, als er mit Leo da Silva an der Universität von Oregon die A-cappella-Gruppe On the Rocks gründete, die erste offizielle collegiate A-cappella-Gruppe in Oregon.

## Karriere
Ursprünglich stammt Peter Hollens aus Ashland, Oregon, er studierte an der Universität von Oregon und schloss sein Studium mit dem Bachelor of Music in Vocal performance ab. Seit seinem Abschluss an der Universität von Oregon engagiert er sich bei einer Collegiate-a-cappella-Gruppe, für die er Aufnahmen macht und produziert. Außerdem sitzt er in den USA bei A-cappella-Wettbewerben in der Jury. Als er 2010 bei The Sing Off von NBC teilnahm, erhielt er ein Lob von der Sing-Off–Jury Shawn Stockman, Nicole Scherzinger und Ben Folds für die Solo-Performance und Leitung seiner Gruppe, On the Rocks. Sie schieden als sechste der zehn Gruppen, die auftraten, aus. Peter Hollens produziert in seinem eigenen Musikstudio in Eugene, Oregon, und machte unter anderem Aufnahmen für Sony und Epic Records. Verheiratet ist Hollens mit Evynne Smith, der Gründerin der A-cappella-Gruppe Divisi.
Hollens machte Aufnahmen für „The Sing-Off Season 2 – Greatest Hits“ und produzierte Alben für verschiedene Collegiate-a-cappella-Gruppen; unter anderem für On the Rocks, Divisi, Cornell's Chordials, The Duke’s Men of Yale und  Whiffenpoofs. Außerdem machte er Aufnahmen mit den Gewinnern der Sing off Season 2, Committed, die Backbeats von Season 2, und auch mit der Grammy-preisgekrönten Gruppe The Swingle Singers.
Im Jahr 2012 brachte er sein erstes eigenes Album heraus. Im Jahr 2013 arbeitete er mit Eric Whitacre zusammen, um die Lerntracks für Eric’s Virtual Choir 4 „Bliss“ aufzunehmen.
2015 singt er zusammen mit Brian Wilson auf dessen CD No Pier Pressure das Duett Our Special Love.

## Aufnahmen
- Seasons Of Love (a cappella) featuring Evynne Hollens (single)
- Poor Wayfaring Stranger (a cappella) featuring The Swingle Singers (single)
- Pray (a cappella) featuring Therry Thomas of Committed and Courtney Jensen of The Backbeats and Noteworthy. (single)
- Lullaby (a cappella) (single)
- Need You Now (a cappella) featuring Evynne Hollens and Jake Moulton (single)
- Firework (a cappella) (single)[7]
- Born This Way (a cappella) (single)
- What’s My Name/Only Girl (a cappella) (single)
- Sleepwalking (a cappella) (single)
- Skyrim (Single mit Lindsey Stirling, 2012)[8]
- Somebody That I Used to Know (a cappella) (mit Evynne Hollens, 2012)
- Game Of Thrones (Single mit Lindsey Stirling, 2012)
- Don’t Stop Me Now (a cappella) (Single mit George Watsky, 2012)
- The Hobbit, Far over the misty mountains (a cappella) (Single, 2013)
- A Boy and a Girl (a cappella) featuring Evynne Hollens (Single, 2013)
- Brave (a cappella) (Single, 2013)
- Young Girls (a cappella) (Single, 2013)
- Take it Slow (a cappella) (Single mit AVByte, 2013)
- Carry On (a cappella) (Single, 2013)
- Hallelujah featuring Alisha Popat (Single, 2013)
- Double Down (a cappella) featuring Jonathan Wong (Single, 2013)
- It’s Time (Single mit Tyler Ward, 2013)
- Les Miserables Medley (a cappella) featuring Evynne Hollens (Single, 2013)
- Oreo Wonderfilled song (a cappella) (Single, 2013)
- The Rains of Castamere (a cappella) (Single, 2013)
- Edge of Night (Pippin's Song) (a cappella) (Single, 2013)
- Fall in Love (Single mit Evynne Hollens, 2013)
- Star Wars Medley (Single mit Lindsey Stirling, 2013)
- A Thousand Years (Single featuring Evynne Hollens und Lindsey Stirling, 2013)
- Want you gone (featuring MysteryGuitarMan) (Single, 2013)
- Everybody’s Got Somebody But Me (a cappella) (Single, 2013)
- Slumdog Millionaire (a cappella) (Single mit Alaa Wardi, 2013)
- Disney Medley (a cappella) (Single mit Alex G, 2013)
- Pirates Medley (a cappella) (Single mit den Gardiner Sisters, 2013)
- On Top Of The World (a cappella) (Single mit Mike Tompkins 2013)
- Disney Teen Beach Medley (Single mit Evynne Hollens, 2013)
- Georgia on my mind (Single mit Evynne Hollens, 2013)
- O Holy Night (a cappella) (Single, 2013)
- I see fire (a cappella) (Single, 2013)
- Into the West (a cappella) (Single, 2013)
- The hanging tree (a cappella) (Single, 2015)

## Diskografie
- 2012: Covers (VOL. 1)[9]
- 2012: Covers (VOL. 2)[10]
- 2012: HOLLENS (HD)[11]
- 2014: Peter Hollens
- 2016: Misty Mountains: Songs Inspired by the Hobbit and Lord of the Rings
- 2016: A Hollens Family Christmas
- 2017: Covers (VOL. 3)
- 2018: Legendary Folk Songs
- 2018: The Greatest Showman A Cappella

## Nationale TV-Auftritte
Am 22. Oktober 2010 gaben On the Rocks und Peter Hollens bekannt, dass sie mit neun anderen Gruppen an der NBC-Wettbewerb-Reality-Show The Sing Off teilnehmen würden. Die ersten vier Episoden wurden im August und September 2010 ausgestrahlt, das Finale am 20. Dezember 2010 wurde live übertragen. On the Rocks belegte den 5. Platz unter den zehn Gruppen, die in allen fünf Episoden auftraten. Ein Ferien-Album wurde anschließend herausgebracht mit Tracks der zehn Gruppen, die bei The Sing Off teilgenommen haben. Einzelne Tracks (Live- und Studioaufnahmen) wurden außerdem bei iTunes zur Verfügung gestellt.

### Bei The Sing-Off gesungene Lieder
- Episode 2.1 – Group: Bad Romance (Lady Gaga) Peter: „I’ve Got the Music in Me“
- Episode 2.2 – Live Your Life (T.I. and Rihanna) – Solos: Peter Hollens, Rap: Jeff Rogers
- Episode 2.3 – Pour Some Sugar On Me Solo: Jonah, Peter Hollens (Def Leppard), Kyrie (Mr. Mister) Solo: Peter Hollens
- Episode 2.4 – Elton John Medley (Bitch Is Back, Bennie and the Jets, Don’t Let The Sun Go Down On Me) Solos: Nick Firth, Jonah Seitz, Peter Hollens
- Episode 2.5 – Swan Song – The Final Countdown (Europe) Solos: Peter Hollens